# Derkul (přítok Severního Doňce)
Derkul (ukrajinsky Деркул, rusky Деркул) je řeka v Luhanské oblasti na Ukrajině a částečně také na její hranici s Rostovskou oblastí Ruska. Je 165 km dlouhá. Povodí má rozlohu 5180 km².

## Průběh toku
Pramení na západním výběžku Donské grjady. Protéká zvlněnou krajinou. Břehy jsou převážně strmé. Vlévá se zleva do Severního Doňce (povodí Donu).